# John Clem
Pour les articles homonymes, voir Clem.
John Lincoln Clem (né le 13 août 1851 à Newark et mort le 13 mai 1937 à San Antonio), dit Johnny Clem et Johnny Shiloh, est un militaire américain.

## Biographie
Servant comme tambour dans l'armée de l'Union (22nd Michigan Volunteer Infantry Regiment (en)) pendant la guerre de Sécession, il devient célèbre pour sa bravoure sur le champ de bataille et en devenant le plus jeune sous-officier de l'histoire de l'armée américaine. Il participe notamment à la bataille de Chickamauga.
Il prend sa retraite de l'armée américaine (24e régiment d'infanterie) en 1915, après avoir atteint le grade de brigadier général, et est le dernier vétéran de la guerre de Sécession à quitter le service. Par acte spécial du Congrès des États-Unis le 29 août 1916, il est promu major général un an après sa retraite.
Il est inhumé au cimetière national d'Arlington.
Le téléfilm Johnny Shiloh (1963) est basé sur son histoire.

## Photos

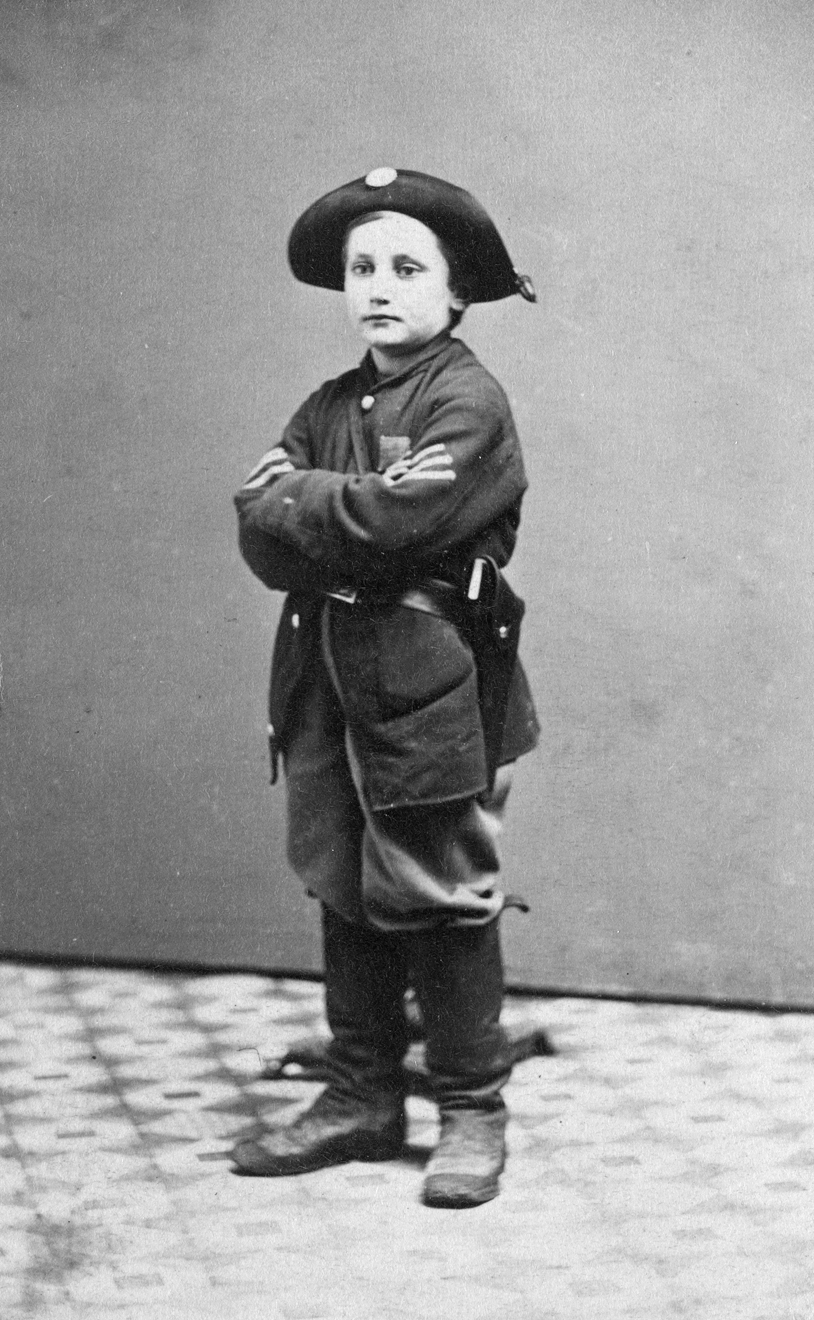
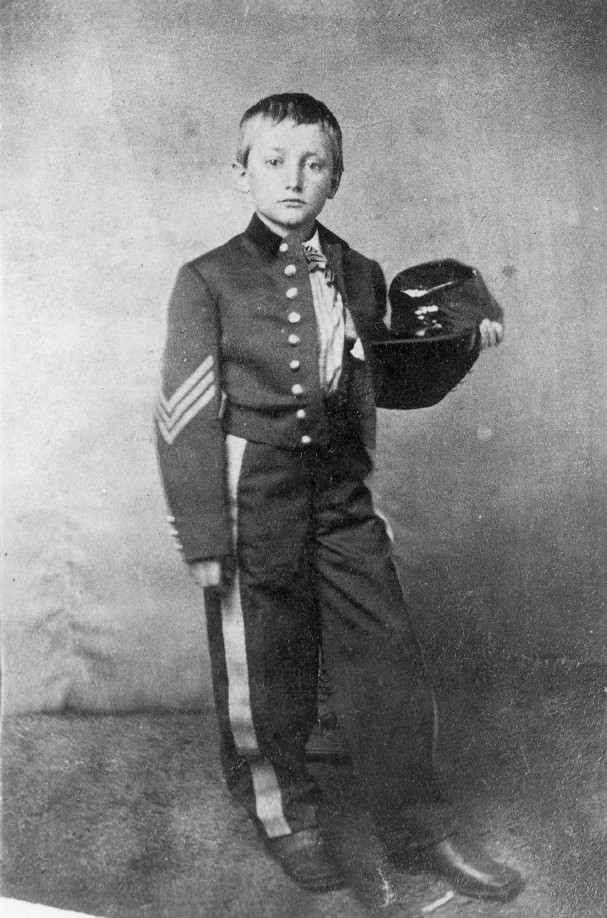
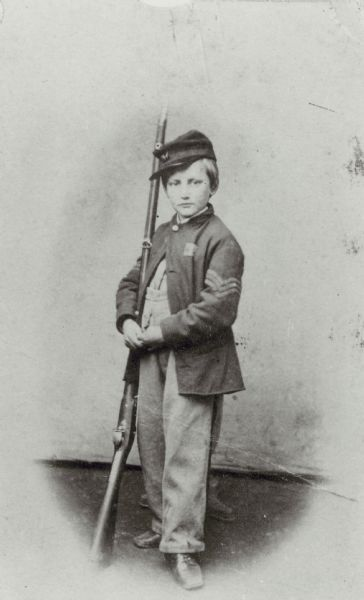
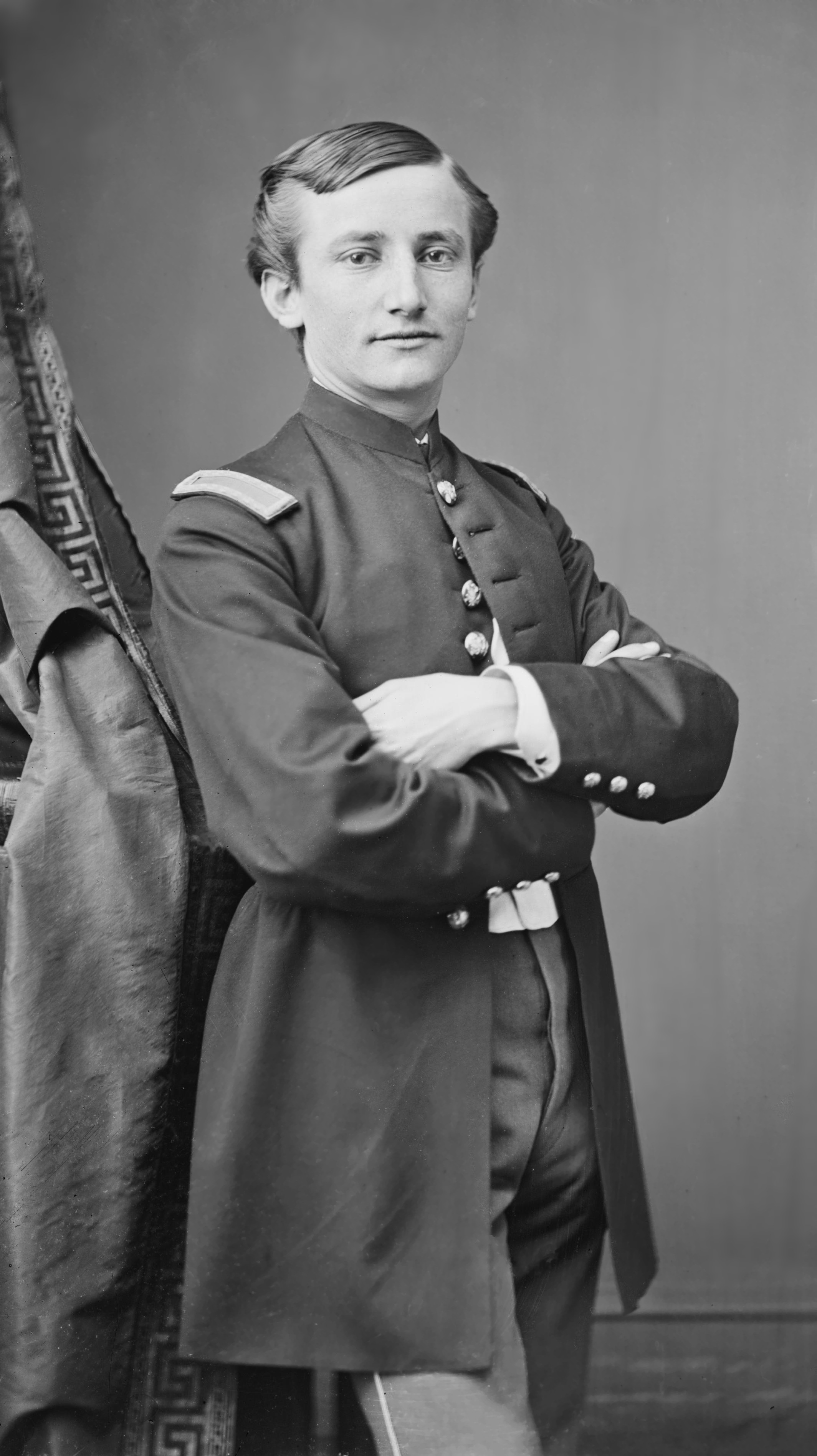
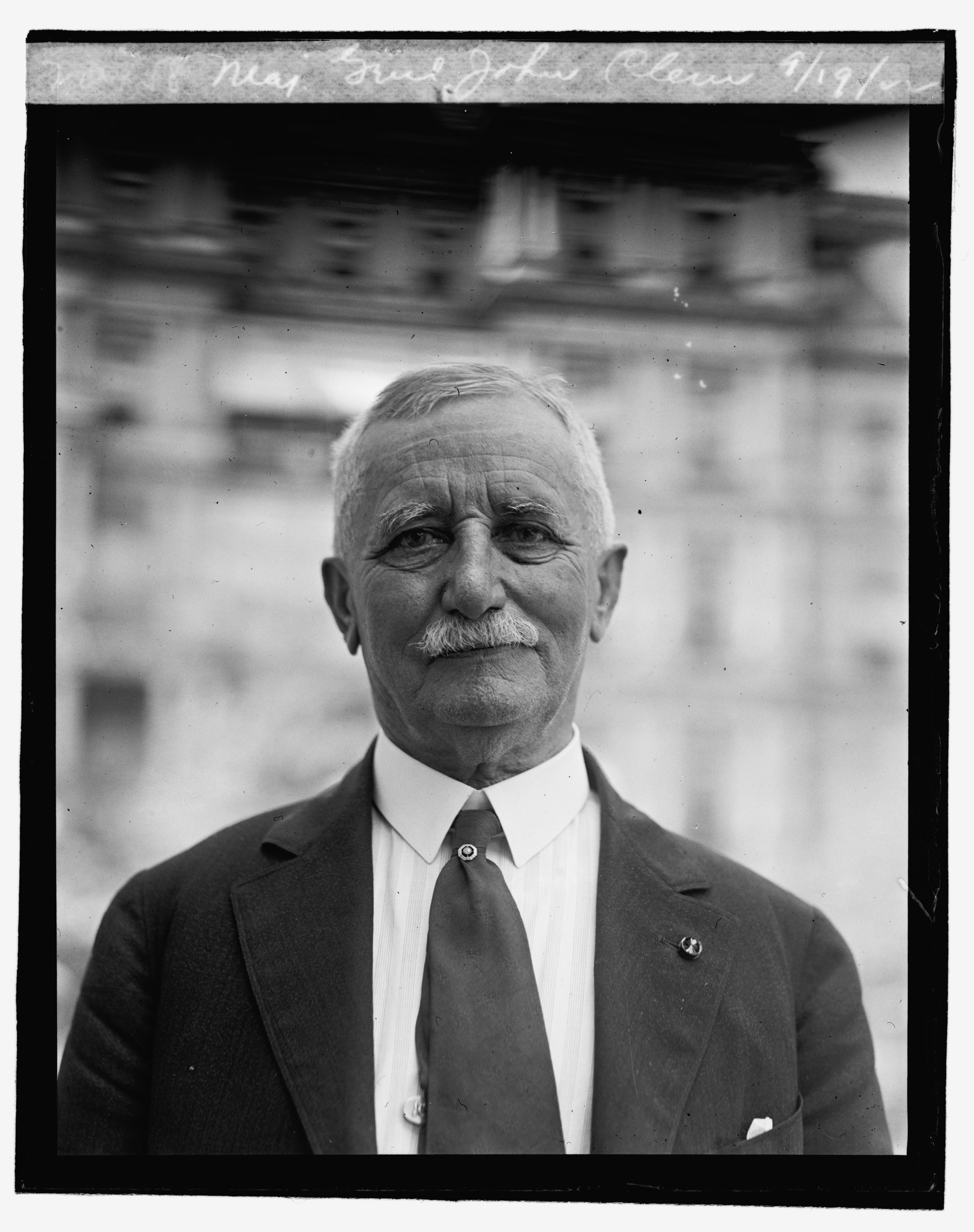